# Banan (owoc)

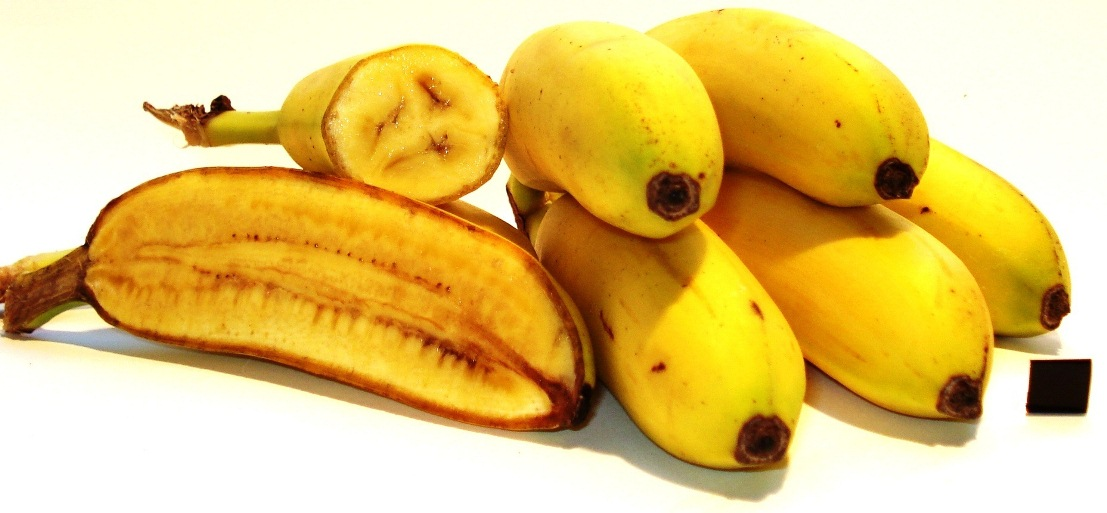
Owoce banana zwyczajnego

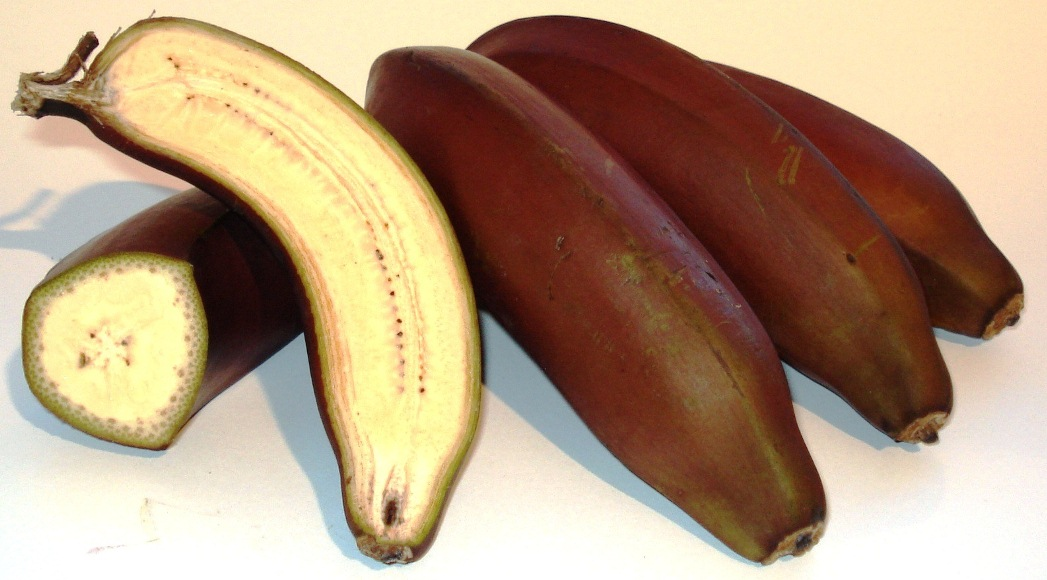
Czerwone owoce odmiany Musa acuminata (Grupa AAA) 'Red Dacca'

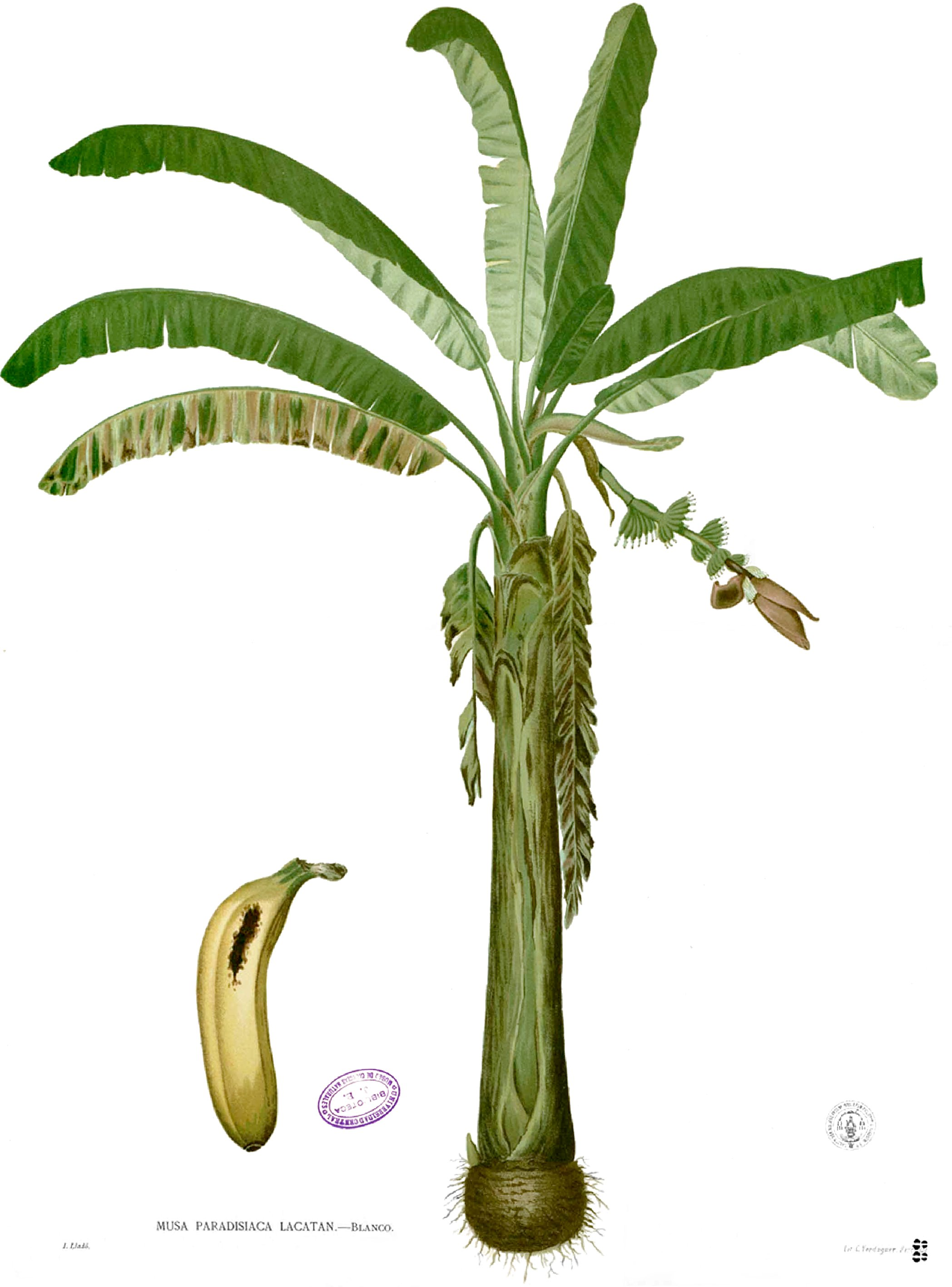
Banan zwyczajny

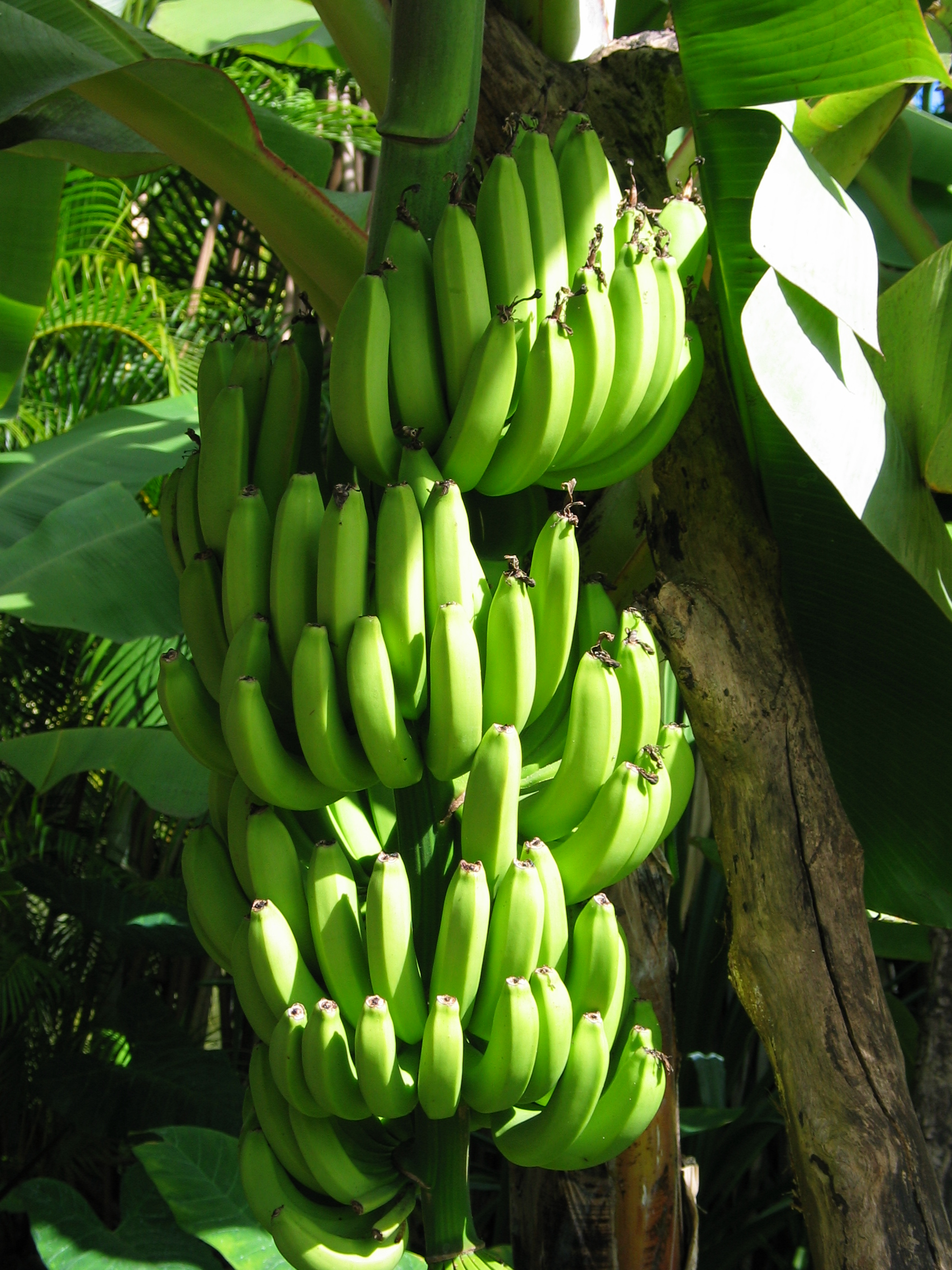
Niedojrzałe banany

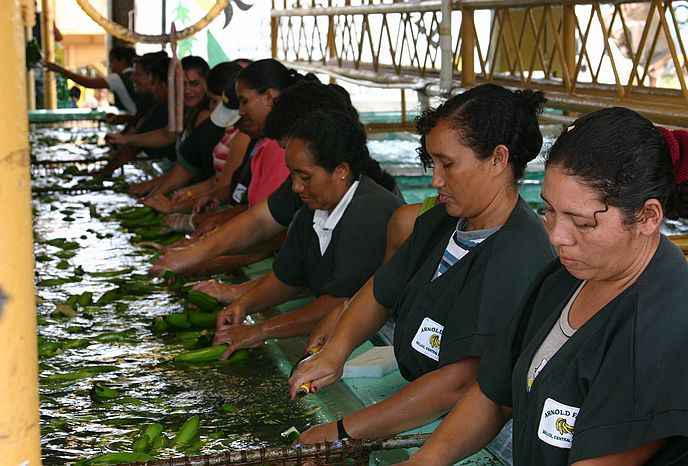
Kobiety sortujące banany w Belize

Banany na fladze miasta Villarica w departamencie Tolima w Kolumbii

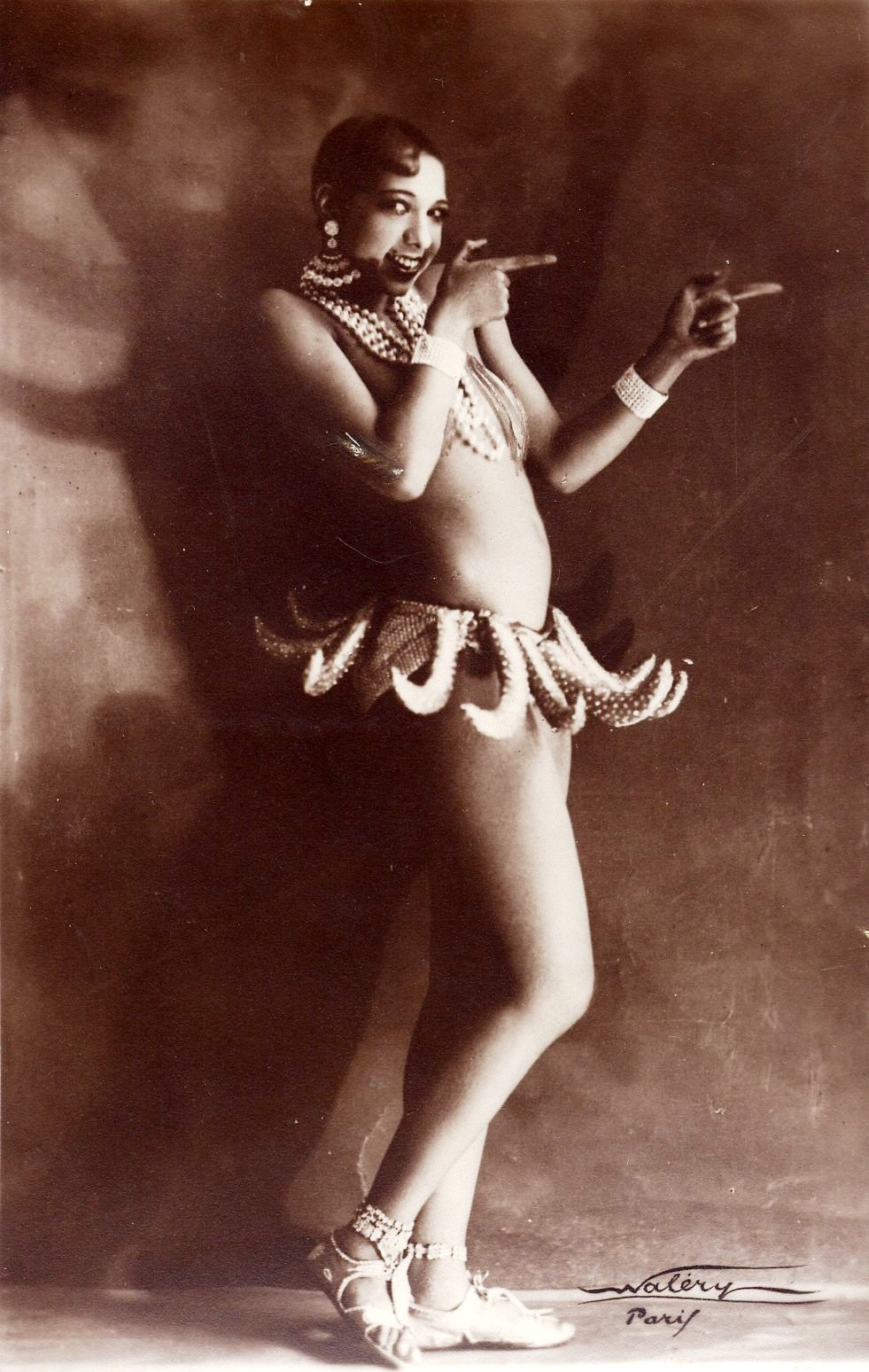
Josephine Baker w stroju z bananów

Banan – jadalny owoc tropikalny, z botanicznego punktu widzenia – jagoda, wytwarzany przez kilka gatunków roślin zielnych z rodzaju banan (Musa) (największe znaczenie użytkowe mają owoce banana zwyczajnego).
Słowo banan pochodzi bądź od arabskiego słowa banan, oznaczającego „palec” lub z afrykańskiego języka wolof, w którym rośliny te określa się mianem banaana.
Uprawiane są głównie w strefie międzyzwrotnikowej – w Afryce, Ameryce Południowej i Północnej oraz w Azji i krajach Pacyfiku.
Najczęściej banany mają od 10 do 15 cm, największe okazy osiągają do 30 cm. Rosną w groniastych owocostanach. Owoce poszczególnych gatunków różnią takie cechy jak stopień mączystości czy zawartość cukrów, co decyduje o ich zastosowaniu kulinarnym.
Często spotykanym mitem na temat bananów jest twierdzenie, że w końcówkach tych owoców mogą znajdować się lamblie – pasożyty wywołujące lambliozę. Dłuższa końcówka owocu jest pozostałością po szypułce, a krótszy, drugi koniec to pozostałość po szyjce słupka kwiatu. Szypułki bananów łączą się w tzw. „rączki” i „kiście” lub „wiązki” – w takiej postaci skupiającej po kilka owoców odciętych z owocostanu banany trafiają do oferty handlowej. Pojedynczy owoc zwany jest „paluszkiem”, „rączkę” tworzy kilka zrośniętych z sobą owoców, a kilka rączek zrasta się następnie w „wiązkę” liczącą zwykle ok. 20 „paluszków”.

## Wartość odżywcza
Należy wziąć pod uwagę, że owoce z importu, często sztucznie doprowadzane do stanu dojrzałości, mają inną wartość odżywczą.

## Producenci
W 2014 łączne zbiory bananów wyniosły wg danych FAOSTAT-u 114 130 tysięcy ton, z czego na Azję przypadało 55,8%, na obie Ameryki 24,7%, Afrykę 17,9%, Oceanię 1,3% oraz Europę 0,3%. Największymi producentami były następujące kraje:
| Najwięksi producenci bananów (2017) (w mln ton) | Najwięksi producenci bananów (2017) (w mln ton) |
| ----------------------------------------------- | ----------------------------------------------- |
| Indie                                           | 30,48                                           |
| Chiny                                           | 11,42                                           |
| Indonezja                                       | 7,16                                            |
| Brazylia                                        | 6,68                                            |
| Ekwador                                         | 6,28                                            |
| Filipiny                                        | 6,04                                            |
| Angola                                          | 4,3                                             |
| Gwatemala                                       | 3,89                                            |
| Kolumbia                                        | 3,79                                            |
| Tanzania                                        | 3,48                                            |
| Kostaryka                                       | 2,55                                            |
| Meksyk                                          | 2,23                                            |
| Wietnam                                         | 2,05                                            |
| Łącznie na świecie                              | 113,92                                          |

Łącznie uprawy bananów zajęły obszar 5 393 811 ha. Głównymi eksporterami owoców w 2014 były Ekwador (26% światowego eksportu), Filipiny (15%), Kostaryka (12%), Kolumbia (7,8%) i Gwatemala (7,2%), a największymi importerami – kraje Unii Europejskiej, Stany Zjednoczone, Japonia, Chiny i Rosja.
Przez lata znaczącym producentem bananów była amerykańska korporacja United Fruit Company, założona w 1899 roku. Jej obecnym następcą jest główny amerykański dystrybutor bananów Chiquita Brands International. Firma ta miała trzynastoprocentowy udział w światowym eksporcie bananów w 2013, podczas gdy jej główni konkurenci: Fresh Del Monte Produce (do 1989 część spółki Del Monte Foods) 12% zaś Dole Food Company 11%.
W 2014 banany były głównym produktem eksportowym Belize.

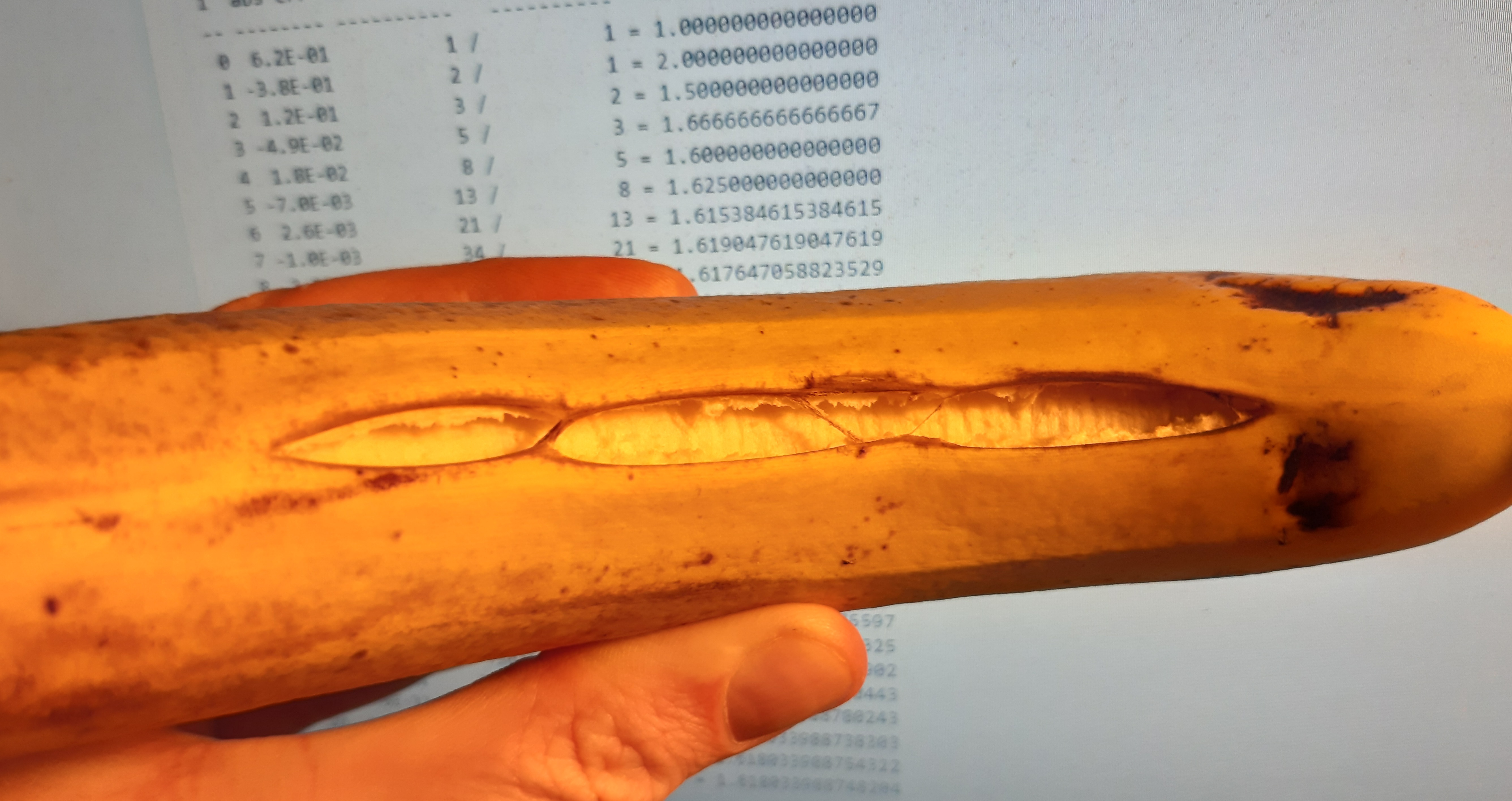
Dojrzały banan porażony Ralstonia solanacearum

## Transport i przechowywanie
Banany wymagają dalekiego transportu z miejsca, gdzie są uprawiane do miejsca sprzedaży. Aby osiągnąć jak najdłuższą trwałość skórki, której wygląd decyduje o wartości handlowej owoców, zbiór bananów następuje przed osiągnięciem dojrzałości. Owoce wymagają ostrożnego traktowania, szybkiego transportu do portów, schłodzenia i transportu w chłodniach. Celem jest powstrzymanie bananów przed wydzielaniem etylenu, naturalnego środka powodującego ich dojrzewanie. Takie postępowanie umożliwia przechowanie i transport przez 3-4 tygodnie w temperaturze 13 °C. Po przybyciu na miejsce przeznaczenia banany trafiają do dojrzewalni – miejsca gdzie umieszczane są w temperaturze 17 °C i traktowane etylenem o niskim stężeniu. Po kilku dniach banany zaczynają dojrzewać i rozprowadzane są do docelowej sprzedaży. Niedojrzałe banany nie powinny być przechowywane w domowych lodówkach, ze względu na zbyt niską temperaturę, która szkodzi owocom. Dojrzałe banany mogą być przechowane w domowej chłodziarce przez kilka dni.
Dwutlenek węgla (który banany wytwarzają samoistnie) i sorbenty etylenu mogą wydłużyć trwałość owoców nawet w wyższych temperaturach. Efekt ten można wykorzystać pakując owoce w szczelny worek polietylenowy z dodatkiem absorbentu etylenu (np. nadmanganianu potasu). Zabieg ten wydłuża okres przechowywania do 3-4 tygodni bez potrzeby chłodzenia.